# داريا خالتورينا
داريا أندريفنا خالتورينا (بالروسية Дáрья Андрéевна Халтýрина؛ مواليد 4 يناير 1979 في تشيليابنسك) هي عالمة اجتماع، عالمة أنثروبولوجيا، ديموغرافية، وشخصية عامة. هي رئيسة مجموعة مراقبة المخاطر العالمية والإقليمية التابعة للأكاديمية الروسية للعلوم، والرئيسة المشاركة للتحالف الروسي لمكافحة الكحول، وكذلك التحالف الروسي لمكافحة التبغ. وهي حاصلة على جائزة مؤسسة دعم العلوم الروسية في ترشيح «أفضل علماء اقتصاد الأكاديمية الروسية للعلوم» في عام 2006.

## النمذجة الرياضية للديناميات العالمية
قدَّمت في هذا المجال أحد أكثر التفسيرات الرياضية إقناعًا لمعادلة يوم القيامة لهاينز فون فورستر. لقد بينت أنه حتى السبعينات النمو القطعي لتعداد سكان العالم كان مصحوبًا بالنمو التربيعي-القطعي للناتج المحلي الإجمالي العالمي، وذلك بالتعاون مع زملائها، أرتيمي مالكوف وأندريه كاراطائف، وطوروا عددًا من النماذج الرياضية التي تصف كلًا من هذه الظاهرة، وانسحاب نظرية المنظومات العالمية من نظام التفجير الذي لوحظ في العقود الأخيرة. وقد تم ربط النمو القطعي لتعداد سكان العالم والنمو التربيعي-القطعي للناتج المحلي الإجمالي العالمي الذي لوحِظ حتى السبعينات من قبل خالتورينا وزملائها إلى ارتجاع إيجابي غير خطي من الدرجة الثانية بين النمو الديموغرافي والتطور التكنولوجي الذي يمكن توضيحه بالشكل التالي:
نمو تكنولوجي – زيادة في قدرة الأرض الاستيعابية للناس – نمو ديموغرافي – ناس أكثر - المزيد من المخترعين المحتملين – تسارع في النمو التكنولوجي – تسارع في القدرة الاستيعابية – نمو سكاني أسرع – تسارع في عدد المخترعين المحتملين – نمو تكنولوجي اسرع - وبالتالي، زيادة أسرع لقدرة الأرض على استيعاب الناس، وهكذا.

## الأزمة الديموغرافية الروسية
قدمت خالتورينا مساهمة كبيرة لدراسة عوامل الأزمة الديموغرافية الروسية الحالية بالتعاون مع أندريه كاراطائف. حيث قاما بتبيان أن روسيا ما بعد الاتحاد السوفييتي تعاني من واحد من أعلى انتشارات المشاكل المرتبطة بالكحول في العالم، والذي بدوره يساهم بارتفاع نسب الوفيات في المنطقة. وتقليل المشاكل المرتبطة بالكحول في روسيا من الممكن أن يكون له تأثيرات قوية على انخفاض الوفيات. فقد حللا مقبولية تطبيق مبادئ عامة لسياسة الكحول المترجمة في روسيا الاتحادية. وقد بينت خالتورينا أن مناهج سياسة الكحول بإمكانها أن تُطَبَق بنفس الطرق التي طُبِقَت بها في بلدان أخرى. وبالإضافة إلى ذلك، يجب أن يكون هناك اهتمام خاص لتقليل استهلاك المشروبات الروحية المقطرة، الإنتاج غير القانوني للكحول، استهلاك الكحول غير الكحولية، وتطبيق القوانين الحكومية الحالية، وذلك وفقًا لخالتورينا. تنبؤا في أواخر عام 2014 بزيادة الوفيات في روسيا للبدء في اوائل عام 2015.

## الأساطير والجينات والتاريخ العميق
كانت خالتورينا أيضًا أحد الرواد (سويًا مع أندريه كاراطائف) من دراسة الترابط بين التوزيعات المكانية للأشكال الفولكلورية الأسطورية والعلامات الوراثية، بالإضافة إلى الخصائص اللغوية والهيكلية الاجتماعية، ونتج عنها في هذه المنطقة نتائج مميزة مع مراعاة إعادة بناء التاريخ العميق. وكما لوحظ من قبل جولين دي هوي وآخرون، فإن «كوروتاييف وخالتورينا أظهروا ترابطًا إحصائيًا بين التوزيعات المكانية للزخارف الأسطورية والعلامات الوراثية، أعلى من 4000 كم بكثير... ترابطات كهذه تسمح لنا بإعادة بناء الأسطورة بشكل مُفصّل... أُحضِرَت إلى العالم الجديد من جنوب سيبيريا بواسطة ثلاث موجات هجرة من العصر الحجري القديم»

## منشورات مختارة
- مقدمة في الديناميكا الكلية الاجتماعية – 2006
- الصليب الروسي: العوامل والآليات وطرق التغلب على الأزمة الديموغرافية في روسيا 2006
- عوامل التسامح الديني (بناءً على مسح أجري في المساجد) – 2007

ومن مقالاتها المهمة:
- «مفاهيم الثقافة في وجهات النظر عبر القومية وعبر الثقافية» 2001
- «طرق البحث عبر الثقافية والأنثروبولوجيا الحديثة» - 2002
- «نسخة مصححة من نموذج قاعدة البيانات عبر الثقافية المشتركة» - 2002
- «الأزمة الديمغرافية الروسية في المنظور عبر القومي. روسيا والعولمة: الهوية والأمن والمجتمع في عهد التغيير» - 2008
- «احتمال التقليل من أزمة الوفيات من قبل سياسة الكحول في روسيا، تقييم والمهن الصحية» - 2008
- «فخ في المَهرب من الفخ؟ العوامل الديموغرافية الهيكلية لعدم الاستقرار السياسي في إفريقيا الحديثة وغرب آسيا.» - 2011
- «آثار أنظمة سياسة مكافحة الكحول على الوفيات المرتبطة بالكحول في روسيا من 1998 إلى 2013» – 2015